# يوليوس راب
يوليوس راب (بالألمانية: Julius Raab) ـ (29 نوفمبر 1891 ـ 8 يناير 1964) هو سياسي نمساوي محافظ. كان مهندسًا مدنيًا، وشغل منصب المستشار الاتحادي للبلاد في الفترة من 2 أبريل 1953 إلى 11 أبريل 1961، فقاد النمسا ـ التي كانت تحت احتلال الحلفاء ـ إلى الاستقلال، عبر تفاوضه وتوقيعه معاهدة الدولة النمساوية سنة 1955.

## روابط خارجية
- يوليوس راب على موقع الموسوعة البريطانية (الإنجليزية)
- يوليوس راب على موقع مونزينجر (الألمانية)
- يوليوس راب على موقع إن إن دي بي (الإنجليزية)
- يوليوس راب على موقع ديسكوغز (الإنجليزية)